# Sakchai Bamrungpong
Sakdichai Bamrungpong (12 de julho de 1918 - 29 de novembro de 2014) foi um diplomata, autor e jornalista tailandês que frequentemente escreveu sob o pseudônimo de Seni Saowapong. É um dos maiores representantes da Literatura Para a Vida na Tailândia.

## Vida pregressa
Sakdichai Bamrungpong, conhecido anteriormente como “Boon song”, nasceu em uma pequena vila, no distrito de Bang Bo, província de Samut Prakan. Ele era o filho mais novo de Pong e de Phae Bamrungpong, um fazendeiro e uma líder de aldeia. Fez o primeiro ano escolar na Escola Wat Chakrawat Rachawat, e o ensino médio na Escola Bophitphimuk. Prestou vestibular para a Faculdade de Arquitetura da  Universidade Chulalongkorn, mas teve que abandonar o curso quando seu pai morreu. Ele se tornou jornalista de meio período e estudou direito na Universidade Thammasat, onde se formou em 1941. Durante a era do marechal Plaek Phibunsongkhram, mudou seu nome para “Sakdichai”, uma vez que a regulamentação forçava que os nomes das pessoas fossem claramente separados de acordo com os gêneros.
Sakdichai se inscreveu durante toda a infância como aluno de desenho de Hem Vejakorn e conheceu escritores famosos que estiveram em contato com a casa de Hem, como Saow Boonsung e Manat Janyong. Devido à essa influência ele começou a escrever contos e publicá-los no “Sri Krung Sunday” e o no “ Krungthep Varasan ” no final do ensino médio. Quando seu pai morreu, ele ficou sem dinheiro para continuar os estudos no ensino superior. Então, ele foi trabalhar nas agências de notícias “Sri Krung” e "Siam Rat", na seção de notícias internacionais. Entretanto, ele renunciaria com todos os editores em 1939, quando o editor Ob Chaivasu foi forçado a se demitir.

## Serviço governamental
Mais tarde, Sakdichai Bamrungpong iniciou sua carreira no serviço público no Departamento Comercial de Política Externa, no Ministério da Economia. Depois, conseguiu uma bolsa para estudar na Alemanha, mas ao viajar não pôde chegar ao seu destino porque a guerra no Leste Europeu já havia começado. Portanto, voltou para a Tailândia  e foi trabalhar como jornalista no “Suvarnabhumi” ao lado de Thongterm Sermut e Isara Amantakul. Começou a escrever contos sob o pseudônimo de “Sujarit Phromchanya”. Tornou-se conhecido por um conto seu intitulado "Acácia no fim do verão", ocasião em que usou o pseudônimo "Seni Saowapong" pela primeira vez. O sucesso foi tamanho que o conto chegou a ser traduzido para o chinês, além de ser republicado no jornal semanal Tong Nguan. A partir daí, esse pseudônimo será o mais usado pelo autor.
Quando a Segunda Guerra Mundial estourou, Sakdichai retornou ao Ministério das Relações Exteriores no final de 1942 e se juntou ao segmento britânico do Seri Thai ( Movimento da Tailândia Livre). Ao fim da guerra, está publicando artigos em diversos periódicos, como "Nigorn Sunday", "Supabburut-Prachamit", "Ayothaya" e "Rung Arun".
A partir de 1947, Sakdichai Bamrungpong iniciou uma carreira  como diplomata no exterior. Residiria em países como Rússia (1947-1954), Argentina (1955-1960), Índia (1962-1965), Áustria (1968-1972), Inglaterra (1973-1975). Foi embaixador tailandês na Etiópia em 1975 e se aposentou na posição de Embaixador da Tailândia na Birmânia em 1978.

## Vida após a aposentadoria
Após a aposentadoria, Sakdichai Bamrungpong assumiu o cargo de Consultor Chefe no Matichon Group e continua a escrever romances, como “Kon di Sri Ayutthaya” (1981), “Under the Uranus” (1983), além de publicar artigos regulares em jornais e revistas. Ele seria, ainda, homenageado com o primeiro Prêmio Sri Burapha em 1988, o Prêmio Nacional de Artista na área de Literatura do Ano em 1990 e o Prêmio Narathip do Ano em 1998.

## Influência literária
Seni é muito conhecido por ter escrito o romance chamado O Demônio (1954), especialmente pela célebre menção nesse livro aos "demônios do tempo", que refletem as mudanças sociais e as tentativas dos setores conservadores em conter tais mudanças. Segundo Sai Sima, o protagonista da história, os "demônios do tempo" seriam um "terror adormecido" para a elite. Ele afirma que:

“(…) Para aqueles que estão no castelo, não há necessidade de tocar no assunto. Você não pode parar a mudança do tempo. Conforme o tempo flui, chegará o dia em que as coisas velhas terão que ser embaladas em um museu (...) Eu sou o demônio que o tempo produziu para confundir as pessoas que ainda habitam o pensamento da velha sociedade... Nossos mundos são diferentes. O meu é o mundo das pessoas comuns, do povo cotidiano. (...) E nada será mais consolador para essas pessoas do que o fato de que nada impedirá o avanço do tempo, que criará mais e mais desses demônios. Você pensou em destruir esse demônio hoje à noite (...), mas não havia como isso ser possível. Porque ele era mais invencível que Aquiles ou Siegfried. Porque ele está sob o escudo do tempo."

O livro foi muito influente ao longo dos anos 70, quando serviu de inspiração para os movimentos democráticos estudantis. E sua popularidade foi perpetuada ao longo das décadas, chegando aos dias atuais. Em 2020, por exemplo, quando o partido progressista e pró-democracia Future Forward foi dissolvido, um de seus fundadores citou O demônio, de Seni Saowaphong, como inspiração para a continuidade da luta política por mais democracia.

## Vida Pessoal

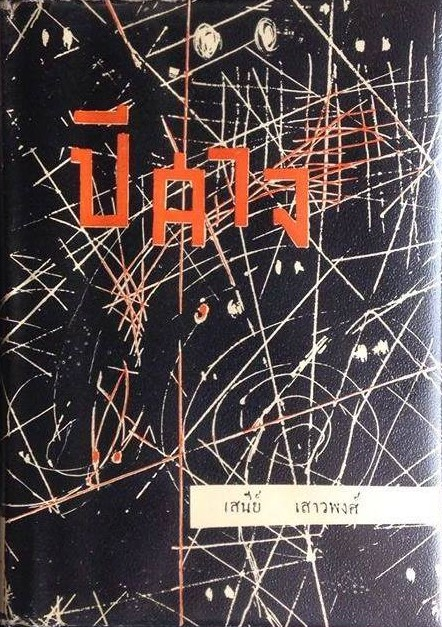
O Demônio, versão de 1957.

Sakdichai Bamrungpong foi casado com Kruaphan Pathumros desde 1953 até sua morte, e teve quatro filhos.

## Morte
Sakdichai faleceu no dia 29 de novembro de 2014, por volta do meio-dia em um hospital de Bangkok, onde ele vinha recebendo tratamento há algum tempo. Seu funeral, segundo foi noticiado, teria ocorrido às 17h do dia 30 de novembro de 2014, na Sala 5, no templo Wat That Thong, Bangkok.

## Livros
- O demônio
- As boas pessoas de Sri Ayutthaya
- Fogo Frio
- Flores de lótus na Amazônia
- Vida na morte
- Nenhuma notícia de Tóquio
- O amor de Wanlaya
- Uma gota de tempo
- Sob Urano
- Fogo ainda frio no coração, 84 anos de Seni Saowapong
- Etc.

## Condecorações
- 1992 - Cavaleiro Grande Cordão da Ordem da Coroa da Tailândia
- 1978 - Cavaleiro da Grande Cruz da Ordem do Elefante Branco

## Outras referências
- คำประกาศเกียรติคุณ นายศักดิชัย บำรุงพงศ์ ศ Mais
- นายศักดิ์ชัย บำรุงพงศ์ ศิลปินแห่งชาติ สาขาวรรณศิลป์ พุทธศักราช ๒๕๓๓ สกุลไทย ฉบับที่ 2418 ปีที่ 47 ประจำวันอังคารที่ 20 กุมภาพันธ์ 2544
- ประทีป เหมือนนิล. 100 นักประพันธ์ไทย. กรุงเทพ: สุวีริยาสาส์น, 2542. หน้า 479. ISBN 974-8267-78-4
- https://www.tkpark.or.th/eng/articles_detail/221/10-Legendary-Thai-authors-and-their-works